# Coupe de l'UFOA 1994
Navigation
Édition précédente Édition suivante
La Coupe de l'UFOA 1994 est la dix-huitième édition de la Coupe de l'UFOA, qui est disputée par les meilleurs clubs d'Afrique de l'Ouest non qualifiés pour la Coupe des clubs champions africains ou la Coupe d'Afrique des vainqueurs de coupe. 
Toutes les rencontres sont disputées en matchs aller et retour. Pour la première fois dans l'histoire de la compétition, deux équipes d'un même pays s'affrontent en finale. C'est le tenant du titre, le club nigérian de Bendel Insurance, qui remporte à nouveau la compétition après avoir battu leurs compatriotes de Plateau United. Il s'agit du deuxième titre du club en Coupe de l'UFOA.

## Premier tour
| Équipe 1                   | Résultat | Équipe 2             | Aller | Retour |
| -------------------------- | -------- | -------------------- | ----- | ------ |
| Ports Authority            | 5 - 2    | Horoya AC            | 4 - 0 | 1 - 2  |
| forfait Real de Banjul FC  | -        | Mighty Barrolle      | -     | -      |
| forfait Alkali Nassara     | -        | Plateau United       | -     | -      |
| Etoile sportive de Cotonou | 0 - 1    | ASKO Kara            | 0 - 0 | 0 - 1  |
| ASC Bouaké                 | 5 - 2    | AS Mandé             | 2 - 0 | 3 - 2  |
| (T) Bendel Insurance       | 5 - 2    | Rail Club du Kadiogo | 3 - 0 | 2 - 2  |

## Quarts de finale
| Équipe 1             | Résultat | Équipe 2                | Aller | Retour |
| -------------------- | -------- | ----------------------- | ----- | ------ |
| (T) Bendel Insurance | 6 - 3    | Ports Authority         | 5 - 1 | 1 - 2  |
| ASKO Kara            | 2 - 5    | Plateau United          | 2 - 3 | 0 - 2  |
| ASC Bouaké           | -        | Mighty Barrolle forfait | -     | -      |

## Demi-finales
| Équipe 1             | Résultat | Équipe 2   | Aller | Retour |
| -------------------- | -------- | ---------- | ----- | ------ |
| Plateau United       | 3 - 2    | ASC Bouaké | 2 - 1 | 1 - 1  |
| (T) Bendel Insurance | -        | exempt     | -     | -      |

## Finale
| Équipe 1                | Résultat | Équipe 2       | Aller | Retour |
| ----------------------- | -------- | -------------- | ----- | ------ |
| (T) Bendel Insurance FC | 2 - 1    | Plateau United | 1 - 0 | 1 - 1  |